# Prix Goya du premier roman
Pour les articles homonymes, voir Goya.
Le prix Goya du premier roman est un prix littéraire français décerné par les élèves de la cité scolaire Borde-Basse à Castres. Il a été créé en 1990 avec l'appui de Claude Rossignol, professeur de lettres et de français au lycée de La Borde-Basse de Castres.
Le nom a été choisi par référence au musée Goya de la ville de Castres.
Les élèves du lycée général et technologique et ceux du lycée professionnel déterminent eux-mêmes leur sélection (premiers romans parus dans l’année), désignent librement leur lauréat par un vote après de multiples débats. Ils organisent eux-mêmes la cérémonie de remise du prix. En cela, ils sont aidés par une équipe d’animation formée de professeurs, de documentalistes, de conseillers d’éducation et de libraires de Castres, qui se mettent à leur service pour faciliter les contacts et les démarches.
L'objectif principal de ce prix est de (re)donner le goût de la lecture aux jeunes.
Le prix est censuré en 1999 pour le livre de Karin Bernfeld, Apologie de la passivité; les élèves ont protesté : Touche pas à mon prix Goya et avec succes : Karin Bernfeld a obtenu son prix. 

Claude Rossignol, l'initiateur du prix, a écrit un livre sur ce prix: Longue vie au Prix Goya., Ed. la Brochure, 2008. 

## Lauréats du prix Goya du premier roman
- 1990 Christine Lafon, Mémoire d'un brin de paille, (Gallimard)
- 1991 Claude D. Markus, L'Insensible (Renaissance)
- 1992 Jean-Pierre Gattégno, Neutralité malveillante (Calmann-Lévy)
- 1993 Jean Bressot, L'Intendant du Bey (Albin Michel)
- 1994 Anne Grospiron, L'Empyrée (Gallimard)
- 1995 Béatrice Hammer, La Princesse japonaise (Critérion)
- 1996 Stéphanie Janicot, Les Matriochkas (Zulma)
- 1997 Laurence Démonio, Une sorte d'ange (Viviane Hamy)
- 1998 Luc Girerd, L'Enfant qui avait peut-être l'âge du monde (Albin Michel)
- 1999 Karin Bernfeld, Apologie de la passivité (JC Lattès)[4]
- 2000 Marc Levy, Et si c'était vrai (Robert Laffont)
- 2001 Nadine Trintignant, Combien d'enfants (Stock)
- 2002 Shaïne Cassim, Qui a tué Héloïse Van Hoole (Zulma)
- 2003 Tristan-Edern Vaquette, Je gagne toujours à la fin (Au Diable Vauvert)
- 2004 Maurice Audebert, Heureux qui comme Ulysse (Buchet-Chastel)

## Lauréats du prix Goya Découverte
Depuis 1996 a été créé le prix Goya découverte, décerné par des élèves de CM1 et CM2.
- 1996 Susie Morgenstern, Lettres d'amour de 0 à 10 (L'École des loisirs)
- 1997 Anne-Marie Desplat-Duc, Cet été on déménage (Rageot)
- 1998 Xavier-Laurent Petit, Le Monde d'en haut (Casterman)
- 1999 Yaël Hassan, La Promesse (Castor Poche - Flammarion)
- 2000 Anne Mirman, Un jour, un enfant, un loup... (Le Livre de poche jeunesse)
- 2001 Pascale Maret, Clones en stock (Milan)
- 2002 François Librini, À plein tube ! (Magnard Jeunesse)
- 2003 Rachel Hausfater, Gigi en Égypte (Casterman)
- 2004 Sylvaine Jaoui, Pitié, pas cette fille ! (Rageot)

- 2007 Hélèna Villovitch, MonaLisa et moi (École ses Loisirs)
- 2008 François Lescuyer, Le masque aux deux secrets, (Milan)
- 2010 Lili Pissenlit, Odette ou les tribulations d'une pigeonne, illustrations de Marie Claire Roux[5]
- 2011 Sylvaine Jaoui, Picasso ou rien (Rageot)
- 2012 Yaël Hassan, Rue Stendhal (Casterman)
- 2013 Ahmed Kamouz, Les Chiens de la presqu'île (éditions du Rouergue)[6]
- 2014 : Jean-Marie Defossez, De retour chez les dinosaures[7] (Rageot)
- 2015 : Hélène Montardre, Courir avec des ailes de géants[8] (Rageot)
- 2016 : Pascale Maret,  Bon zigue et Clotaire[9] (éditions Thierry Magnier)
- 2017 : Yaël Hassan et Rachel Hausfater, Perdus de vue[10] (Flammarion)
- 2018 : Emmanuel Tredez, Ali Blabla